# Thống kê và kỉ lục Cúp bóng đá châu Phi
Đây là danh sách các thống kê và kỉ lục của các đội tuyển và cầu thủ đã tham gia  Cúp bóng đá châu Phi.

## Thống kê chung theo giải đấu
| Năm  | Chủ nhà                 | Đội vô địch(lần thứ) | Huấn luyện viên chiến thắng | Vua phá lưới | Cầu thủ xuất sắc nhất |
| ---- | ----------------------- | -------------------- | --------------------------- | --- | --------------------- |
| 1957 | Sudan                   | Ai Cập (1)           | Mourad Fahmy                | Ad-Diba (5) | El Gohary             |
| 1959 | Ai Cập                  | Ai Cập (2)           | Pál Titkos                  | Mahmoud El Gohary (3) | El Deeba              |
| 1962 | Ethiopia                | Ethiopia (1)         | Ydnekatchew Tessema         | Mengistu Worku (3) Badawi Abdel Fattah (3) | Mengistu Worku        |
| 1963 | Ghana                   | Ghana (1)            | Charles Gyamfi              | Hassan El Shazly (6) | Hassan El Shazly      |
| 1965 | Tunisia                 | Ghana (2)            | Charles Gyamfi              | Ben Acheampong (3) Osei Kofi (3) Eustache Manglé (3)                                                                                           | Osei Kofi             |
| 1968 | Ethiopia                | Congo-Kinshasa (1)   | Ferenc Csanádi              | Laurent Pokou (6) | Kazadi Mwamba         |
| 1970 | Sudan                   | Sudan (1)            | Jiří Starosta               | Laurent Pokou (8) | Laurent Pokou         |
| 1972 | Cameroon                | Cộng hòa Congo (1)   | Adolphe Bibanzoulou         | Salif Keita (5) | François M'Pelé       |
| 1974 | Ai Cập                  | Zaire (2)            | Blagoje Vidinić             | Ndaye Mulamba (9) | Mohamed Timoumi       |
| 1976 | Ethiopia                | Maroc (1)            | Gheorghe Mărdărescu         | Aliou Mamadou Keita (4) | Ahmed Faras           |
| 1978 | Ghana                   | Ghana (3)            | Fred Osam-Duodu             | Phillip Omondi (3) Opoku Afriyie (3) Segun Odegbami (3)                                                                                        | Karim Abdul Razak     |
| 1980 | Nigeria                 | Nigeria (1)          | Otto Glória                 | Khaled Labied (3) Segun Odegbami (3) | Christian Chukwu      |
| 1982 | Libya                   | Ghana (4)            | Charles Gyamfi              | George Alhassan (4) | Fawzi Al-Issawi       |
| 1984 | Bờ Biển Ngà             | Cameroon (1)         | Radivoje Ognjanović         | Taher Abouzaid (4) | Théophile Abega       |
| 1986 | Ai Cập                  | Ai Cập (3)           | Mike Smith                  | Roger Milla (4) | Roger Milla           |
| 1988 | Maroc                   | Cameroon (2)         | Claude Le Roy               | Lakhdar Belloumi (2) Roger Milla (2) Abdoulaye Traoré (2) Gamal Abdelhamid (2)                                                                 | Aziz Bouderbala       |
| 1990 | Algérie                 | Algérie (1)          | Abdelhamid Kermali          | Djamel Menad (4) | Rabah Madjer          |
| 1992 | Sénégal                 | Bờ Biển Ngà (1)      | Yeo Martial                 | Rashidi Yekini (4) | Abedi Pele            |
| 1994 | Tunisia                 | Nigeria (2)          | Clemens Westerhof           | Rashidi Yekini (5) | Rashidi Yekini        |
| 1996 | Nam Phi                 | Nam Phi (1)          | Clive Barker                | Kalusha Bwalya (5) | Kalusha Bwalya        |
| 1998 | Burkina Faso            | Ai Cập (4)           | Mahmoud El-Gohary           | Hossam Hassan (7) Benni McCarthy (7) | Benni McCarthy        |
| 2000 | Ghana · Nigeria         | Cameroon (3)         | Pierre Lechantre            | Shaun Bartlett (5) | Lauren Etame          |
| 2002 | Mali                    | Cameroon (4)         | Winfried Schäfer            | Patrick Mboma (3) René Salomon Olembé (3) Julius Aghahowa (3)                                                                                  | Rigobert Song         |
| 2004 | Tunisia                 | Tunisia (1)          | Roger Lemerre               | Patrick Mboma (4) Frédéric Kanouté (4) Youssef Mokhtari (4) Jay-Jay Okocha (4) Francileudo dos Santos (4)                                      | Jay-Jay Okocha        |
| 2006 | Ai Cập                  | Ai Cập (5)           | Hassan Shehata              | Samuel Eto'o (5) | Ahmed Hassan          |
| 2008 | Ghana                   | Ai Cập (6)           | Hassan Shehata              | Samuel Eto'o (5) | Hosny Abd Rabo        |
| 2010 | Angola                  | Ai Cập (7)           | Hassan Shehata              | Mohamed Nagy (5) | Ahmed Hassan          |
| 2012 | Gabon · Guinea Xích Đạo | Zambia (1)           | Hervé Renard                | Manucho (3) Didier Drogba (3) Pierre-Emerick Aubameyang (3) Cheick Diabaté (3) Houssine Kharja (3) Christopher Katongo (3) Emmanuel Mayuka (3) | Christopher Katongo   |
| 2013 | Nam Phi                 | Nigeria (3)          | Stephen Keshi               | Mubarak Wakaso (4) Emmanuel Emenike (4) | Jonathan Pitroipa     |
| 2015 | Guinea Xích Đạo         | Bờ Biển Ngà (2)      | Hervé Renard                | Thievy Bifouma (3) Dieumerci Mbokani (3) Javier Balboa (3) André Ayew (3) Ahmed Akaïchi (3)                                                    | Christian Atsu        |
| 2017 | Gabon                   | Cameroon (5)         | Hugo Broos                  | Junior Kabananga (3) | Christian Bassogog    |
| 2019 | Ai Cập                  | Algérie (2)          | Djamel Belmadi              | Odion Ighalo (5) | Ismaël Bennacer       |

## Những chân sút hàng đầu của giải
Cho đến ngày 19 tháng 1 năm 2019
| Bàn thắng | Chân sút |
| --------- | --- |
| 18        | Samuel Eto'o |
| 14        | Laurent Pokou |
| 13        | Rashidi Yekini |
| 12        | Hassan El Shazly |
| 11        | Patrick Mboma Hossam Hassan Didier Drogba |
| 10        | Ndaye Mulamba Joel Tiéhi Mengistu Worku Francileudo Santos Kalusha Bwalya |
| 9         | Manucho Abdoulaye Traoré André Ayew |
| 8         | Ahmed Hassan Asamoah Gyan Pascal Feindouno |
| 7         | Riyad Mahrez Flávio Roger Milla Taher Abouzaid Ali Abo Greisha Osei Kofi Frédéric Kanouté Seydou Keita Jay-Jay Okocha Benni McCarthy Christopher Katongo                                                                                              |
| 6         | Lakhdar Belloumi Mayanga Maku Gervinho Yaya Touré Mohamed Aboutrika Pierre-Emerick Aubameyang George Alhassan Wilberforce Mfum Abedi Pele Ahmed Faras Julius Aghahowa Segun Odegbami Shaun Bartlett Youssef Msakni                                    |
| 5         | Djamel Menad Jean-Michel M'Bono Dieumerci Mbokani Wilfried Bony Salomon Kalou Hosny Abd Rabo Ad-Diba Mohamed Nagy "Gedo" Amr Zaki Emad Moteab Wakaso Mubarak Fantamady Keita Odion Ighalo Muda Lawal Peter Odemwingie Henri Camara Siyabonga Nomvethe |

### Kỉ lục về cầu thủ ghi bàn

#### Cầu thủ già nhất ghi bàn
Hossam Hassan của  Ai Cập vào mùa giải 2006, 39 tuổi và  174 ngày tuổi; ghi bàn trong trận thắng 4 - 1 trước  CHDC Congo.

#### Cầu thủ trẻ nhất ghi bàn
Shiva N'Zigou of  Gabon in 2000 January 23, 16 years and 93 days old; against  Nam Phi in a 3 - 1 defeat.

#### Top goal scorer of single tournament
9, Ndaye Mulamba of  Zaire in 1974

#### Top goal scorer of single match
5, Laurent Pokou of  Bờ Biển Ngà against  Ethiopia in	1970 in 6–1 victory.

#### Player scored in most tournaments
Asamoah Gyan, ; Samuel Eto'o,  and Kalusha Bwalya,  have scored in most occasions, with 6 tournaments each.

#### Scorers of all appearance tournaments
These are all retired players who have scored in all of their tournament appearances, at least three and more occasions.
| No. of occasions | Players            | Representing | Years (No. of Goals scored)                                | Total |
| ---------------- | ------------------ | ------------ | ---------------------------------------------------------- | ----- |
| 6                | Samuel Eto'o       | Cameroon     | 2000 (4), 2002 (1), 2004 (1), 2006 (5), 2008 (5), 2010 (2) | 18    |
| 6                | Kalusha Bwalya     | Zambia       | 1986 (1), 1992 (1), 1994 (1), 1996 (5), 1998 (1), 2000 (1) | 10    |
| 5                | Didier Drogba      | Bờ Biển Ngà  | 2006 (3), 2008 (3), 2010 (1), 2012 (3), 2013 (1)           | 11    |
| 4                | Rashidi Yekini     | Nigeria      | 1988 (1), 1990 (3), 1992 (4), 1994 (5)                     | 13    |
| 4                | Joel Tiéhi         | Bờ Biển Ngà  | 1992 (1), 1994 (4), 1996 (1), 1998 (4)                     | 10    |
| 3                | Francileudo Santos | Tunisia      | 2004 (4), 2006 (4), 2008 (2)                               | 10    |
| 3                | Frédéric Kanouté   | Mali         | 2004 (4), 2008 (1), 2010 (2)                               | 7     |

#### Top goalscorers of single tournament
A player with at least 5 or more goals of the tournament
| Goals | Players          | Representing | Years |
| ----- | ---------------- | ------------ | ----- |
| 9     | Ndaye Mulamba    | Zaire        | 1974  |
| 8     | Laurent Pokou    | Bờ Biển Ngà  | 1970  |
| 7     | Hossam Hassan    | Ai Cập       | 1998  |
| 7     | Benni McCarthy   | Nam Phi      | 1998  |
| 6     | Hassan El-Shazly | Ai Cập       | 1963  |
| 6     | Laurent Pokou    | Bờ Biển Ngà  | 1968  |
| 5     | Ad-Diba          | Ai Cập       | 1963  |
| 5     | Salif Keïta      | Mali         | 1972  |
| 5     | Rashidi Yekini   | Nigeria      | 1994  |
| 5     | Kalusha Bwalya   | Zambia       | 1996  |
| 5     | Shaun Bartlett   | Nam Phi      | 2000  |
| 5     | Samuel Eto'o     | Cameroon     | 2006  |
| 5     | Samuel Eto'o     | Cameroon     | 2008  |
| 5     | Mohamed Nagy     | Ai Cập       | 2010  |
| 5     | Odion Ighalo     | Nigeria      | 2019  |

#### Top goalscorers of more than one tournament
6 players with 2 tournaments each player
|  | Indicates the top goalscorer was joint top goalscorer. |

| Player         | Representing | Years | Goals |
| -------------- | ------------ | ----- | ----- |
| Laurent Pokou  | Bờ Biển Ngà  | 1968  | 6     |
| Laurent Pokou  | Bờ Biển Ngà  | 1970  | 8     |
| Segun Odegbami | Nigeria      | 1978  | 3     |
| Segun Odegbami | Nigeria      | 1980  | 3     |
| Roger Milla    | Cameroon     | 1986  | 4     |
| Roger Milla    | Cameroon     | 1988  | 2     |
| Rashidi Yekini | Nigeria      | 1992  | 4     |
| Rashidi Yekini | Nigeria      | 1994  | 5     |
| Patrick M'Boma | Cameroon     | 2002  | 3     |
| Patrick M'Boma | Cameroon     | 2004  | 4     |
| Samuel Eto'o   | Cameroon     | 2006  | 5     |
| Samuel Eto'o   | Cameroon     | 2008  | 5     |